# Argyrophora histrionaria
Argyrophora histrionaria là một loài bướm đêm trong họ Geometridae.